# César
César je francouzské filmové ocenění, které od roku 1976 uděluje Filmová umělecká akademie (Académie des arts et techniques du cinéma) za podpory ministerstva kultury. Účelem je zviditelnění kvalitních francouzských filmů a podpora umělců, se snahou objektivního zmapování francouzské filmové tvorby a propagace evropské kinematografie v rámci světové konkurence. Úvodní ročník se pod prezidentským vedením Jeana Gabina uskutečnil 3. dubna 1976. 
Každoroční předávání tříkilových bronzových sošek probíhá v Paříži na přelomu února a března. Pojmenování „César“ cena získala po svém sochařském tvůrci, Césaru Baldaccinim. Výběr a oceňování francouzské filmové produkce uvedené do kin v předchozím kalendářním roce zajišťuje Filmová umělecká akademie. Založena byla v roce 1975 z iniciativy George Cravenna a k roku 2020 měla přibližně 4 700 členů z řad filmových profesionálů. 
Televizní přenos od roku 1994 zajišťuje stanice Canal+. V roce 2021 se místem udílení stala pařížská Olympia. César je obdobou americké filmové ceny Oscar a francouzské divadelní Molièrovy ceny. Pouze Truffautovo Poslední metro (1980) a Hanekeho Láska (2012) vyhrály ve všech pěti hlavních kategoriích.
V únoru 2025 se uskutečnil jubilejní 50. ročník předávání cen. Nejvyšší počet sedmi Césarů z dvanácti nominací získal muzikál Emilia Pérez režiséra Jacquese Audiarda, který si jako druhý po Polańskim odnesl čtvrtou sošku za nejlepší režii. Vedle ceny pro nejlepší film muzikál vyhrál také v kategoriích adaptace, kamery, zvuku, hudby a vizuálních efektů. V hlavních hereckých kategoriích poprvé zvítězili Karim Leklou za výkon v komedii Le Roman de Jim a Hafsia Herziová za ztvárnění Melissy v kriminálním dramatu Borgo. Adaptace historického dramatu Hrabě Monte Christo se stala třetím filmem s alespoň 14 nominacemi, z nichž ale proměnila jen dvě. Ve třinácti kategoriích bylo nominováno muzikálové romantické drama L'Amour ouf, s jedinou získanou soškou pro Alaina Chabata za nejlepšího herce ve vedlejší roli.

## Kontroverze
45. ročník udílení Césarů se uskutečnil 28. února 2020. Cenu za nejlepší film obdržela adaptace Hugových Bídníků, režírovaná Ladji Lyem. Roman Polański proměnil ve vítězství i pátou nominaci v kategorii nejlepšího režiséra. Na protest vůči jeho ocenění opustilo v průběhu večera sál několik hereček včetně Adèle Haenelové. Ve Spojených státech obviněný Polański ze znásilnění nezletilé v roce 1977, již před ceremoniálem avizoval svou nepřítomnost během večera. Jeho kritici považovali za nemorální aplaudovat takto obviněnému umělci.

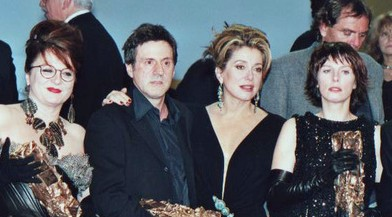
Josiane Balasko, Daniel Auteuil, Catherine Deneuve a Karin Viardová na Césarech v roce 2000

Producent Polańského snímku Žaluji!, oceněného třemi Césary, odvolal celý štáb před vlastním předáváním sošek na protest proti výroku ministra kultury Francka Riestera, že „cena pro Polańského by byla špatným symbolem“. V důsledku Polańského kauzy rezignovalo již dva týdny před vyhlášením všech 21 členů vedení filmové akademie, která cenu udílí. Čtyři sta francouzských umělců v otevřeném dopise vyzvalo k „hluboké reformě“ akademie, která čítala na 4 700 členů. Mezi signatáře se zařadili herec Omar Sy i režisérka Céline Sciammaová.
Předávání cen 46. ročníku Césarů v březnu 2021 proběhlo kvůli pandemii covidu-19 jen za účasti nominovaných a vítězů v pařížské Olympii. Herečka Corinne Masierová předávající cenu pro nejlepší kostýmy přišla na pódium v kostýmu osla potřísněného krví. Z převleku i šatů se vysvlékla a na nahém těle odhalila sdělení. Hrudník obsahoval prohlášení „no culture, no future“ („bez kultury není budoucnost“). Nápisem na zádech „Vrať nám umění, Jeane,“ apelovala na předsedu vlády Jeana Castexe. Upozornila tím na kulturu strádající pro koronavirová opatření, včetně uzavřených divadel a kin. Nedostatečný přístup francouzského kabinetu k pandemii odsoudila již v úvodu průvodkyně večerem, komička Marina Foïsová, kterou také překvapilo, že si ministryně kultury Roselyne Bachelotová našla během krize čas k napsání knihy.

## Kategorie

### Ceny
- Nejlepší film
- Nejlepší filmový debut
- Nejlepší zahraniční film
- Nejlepší režisér
- Nejlepší herec
- Nejlepší herec ve vedlejší roli
- Nejslibnější herec
- Nejlepší herečka
- Nejlepší herečka ve vedlejší roli
- Nejslibnější herečka
- Nejlepší původní scénář
- Nejlepší adaptace
- Nejlepší kamera
- Nejlepší zvuk
- Nejlepší střih
- Nejlepší vizuální efekty
- Nejlepší kostýmy
- Nejlepší výprava
- Nejlepší filmová hudba
- Nejlepší dokument
- Nejlepší animovaný film
- Nejlepší krátkometrážní animovaný film
- Nejlepší krátkometrážní dokument
- Nejlepší krátkometrážní fikce

### Zvláštní ceny
- Čestný César (od 1976)
- Prix Daniel-Toscan-du-Plantier (od 2008)
- Trophée César & Techniques (od 2011)
- Médaille d'Or (od 2015)
- Prix de l'innovation César & Techniques (od 2018)
- César des lycéens (od 2019)

### Bývalé ceny
- Nejlepší původní scénář nebo adaptace (1976–2005)
- Nejlepší frankofonní film (1984–1986)
- César des Césars (1985–1995)
- Nejlepší plakát (1986–1990)
- Nejlepší film z Evropské unie (1989, 2003–2005)
- Nejlepší producent (1995–1996)
- Prix spécial César & Techniques (2015–2017)
- César du public (2018–2020)
- César anniversaire (2021)
- Nejlepší krátkometrážní film (1992–2021)

## Přehled ročníků
| Ročník | datum           | místo                      | přenos   | prezident                            | moderátor | nejlepší film                 |
| ------ | --------------- | -------------------------- | -------- | ------------------------------------ | --- | ----------------------------- |
| 1.     | 3. dubna 1976   | Palais des Congrès         | France 2 | Jean Gabin                           | Pierre Tchernia | Stará puška                   |
| 2.     | 19. února 1977  | Salle Pleyel               | France 2 | Lino Ventura                         | Pierre Tchernia | Pan Klein                     |
| 3.     | 4. února 1978   | Salle Pleyel               | France 2 | Jeanne Moreau                        | Pierre Tchernia | Prozřetelnost                 |
| 4.     | 3. února 1979   | Salle Pleyel               | France 2 | Charles Vanel                        | Pierre Tchernia | Peníze těch druhých           |
| 5.     | 2. února 1980   | Salle Pleyel               | France 2 | Jean Marais                          | Pierre Tchernia | Tess                          |
| 6.     | 31. ledna 1981  | Palais des Congrès         | France 2 | Yves Montand                         | Pierre Tchernia | Poslední metro                |
| 7.     | 27. února 1982  | Salle Pleyel               | France 2 | Orson Welles                         | Jacques Martin Pierre Tchernia | Boj o oheň                    |
| 8.     | 26. února 1983  | Le Grand Rex               | France 2 | Catherine Deneuve                    | Jean-Claude Brialy | Práskač                       |
| 9.     | 3. března 1984  | Théâtre de l'Empire        | France 2 | Gene Kelly                           | | Našim láskám a Tančírna       |
| 10.    | 3. února 1985   | Théâtre de l'Empire        | France 2 | Simone Signoretová                   | Prohnilí |                               |
| 11.    | 22. února 1986  | Palais des Congrès         | France 2 | Madeleine Renaud Jean-Louis Barrault | Michel Drucker | Tři muži a nemluvně           |
| 12.    | 7. března 1987  | Palais des Congrès         | France 2 | Sean Connery                         | | Thérèse                       |
| 13.    | 12. března 1988 | Palais des Congrès         | France 2 | Miloš Forman                         | Michel Drucker Jane Birkinová | Na shledanou, chlapci         |
| 14.    | 4. března 1989  | Théâtre de l'Empire        | France 2 | Peter Ustinov                        | | Camille Claudelová            |
| 15.    | 4. března 1990  | Théâtre des Champs-Élysées | France 2 | Kirk Douglas                         | Ève Ruggiéri | Příliš krásná                 |
| 16.    | 9. března 1991  | Théâtre des Champs-Élysées | France 2 | Sophia Lorenová                      | Richard Bohringer | Cyrano z Bergeracu            |
| 17.    | 22. února 1992  | Palais des Congrès         | France 2 | Michèle Morganová                    | Frédéric Mitterrand | Všechna jitra světa           |
| 18.    | 8. března 1993  | Théâtre des Champs-Élysées | France 2 | Marcello Mastroianni                 | Frédéric Mitterrand | Noci šelem                    |
| 19.    | 26. února 1994  | Théâtre des Champs-Élysées | Canal+   | Gérard Depardieu                     | Fabrice Luchini Clémentine Célarié | Smoking / No Smoking          |
| 20.    | 25. února 1995  | Palais des Congrès         | Canal+   | Alain Delon                          | | Divoké rákosí                 |
| 21.    | 3. února 1996   | Théâtre des Champs-Élysées | Canal+   | Philippe Noiret                      | Antoine de Caunes | Nenávist                      |
| 22.    | 8. února 1997   | Théâtre des Champs-Élysées | Canal+   | Annie Girardotová                    | Antoine de Caunes | Nevinné krutosti              |
| 23.    | 28. března 1998 | Théâtre des Champs-Élysées | Canal+   | Juliette Binocheová                  | Antoine de Caunes | Stará známá písnička          |
| 24.    | 6. března 1999  | Théâtre des Champs-Élysées | Canal+   | Isabelle Huppertová                  | Antoine de Caunes | Vysněný život andělů          |
| 25.    | 19. února 2000  | Théâtre des Champs-Élysées | Canal+   | Alain Delon                          | Alain Chabat | Venuše, salon krásy           |
| 26.    | 24. února 2001  | Théâtre des Champs-Élysées | Canal+   | Daniel Auteuil                       | Édouard Baer | Někdo to rád jinak            |
| 27.    | 2. března 2002  | Théâtre du Châtelet        | Canal+   | Nathalie Baye                        | Édouard Baer | Amélie z Montmartru           |
| 28.    | 22. února 2003  | Théâtre du Châtelet        | Canal+   | bez prezidenta                       | Géraldine Pailhas | Pianista                      |
| 29.    | 21. února 2004  | Théâtre du Châtelet        | Canal+   | Fanny Ardant                         | Gad Elmaleh | Invaze barbarů                |
| 30.    | 26. února 2005  | Théâtre du Châtelet        | Canal+   | Isabelle Adjaniová                   | Gad Elmaleh | Únik                          |
| 31.    | 25. února 2006  | Théâtre du Châtelet        | Canal+   | Carole Bouquet                       | Valérie Lemercierová | Tlukot mého srdce se zastavil |
| 32.    | 24. února 2007  | Théâtre du Châtelet        | Canal+   | Claude Brasseur                      | Valérie Lemercierová | Lady Chatterleyová            |
| 33.    | 22. února 2008  | Théâtre du Châtelet        | Canal+   | Jean Rochefort                       | Antoine de Caunes | Kuskus                        |
| 34.    | 27. února 2009  | Théâtre du Châtelet        | Canal+   | Charlotte Gainsbourgová              | Antoine de Caunes | Séraphine                     |
| 35.    | 27. února 2010  | Théâtre du Châtelet        | Canal+   | Marion Cotillard                     | Valérie Lemercierová Gad Elmaleh | Prorok                        |
| 36.    | 25. února 2011  | Théâtre du Châtelet        | Canal+   | Jodie Fosterová                      | Antoine de Caunes | O bozích a lidech             |
| 37.    | 24. února 2012  | Théâtre du Châtelet        | Canal+   | Guillaume Canet                      | Antoine de Caunes | Umělec                        |
| 38.    | 22. února 2013  | Théâtre du Châtelet        | Canal+   | Jamel Debbouze                       | Antoine de Caunes | Láska                         |
| 39.    | 28. února 2014  | Théâtre du Châtelet        | Canal+   | François Cluzet                      | Cécile de France | Kluci a Guillaume, ke stolu!  |
| 40.    | 20. února 2015  | Théâtre du Châtelet        | Canal+   | Dany Boon                            | Édouard Baer | Timbuktu                      |
| 41.    | 26. února 2016  | Théâtre du Châtelet        | Canal+   | Claude Lelouch                       | Florence Forestiová | Fatima                        |
| 42.    | 24. února 2017  | Salle Pleyel               | Canal+   | bez prezidenta                       | Jérôme Commandeur | Elle                          |
| 43.    | 2. března 2018  | Salle Pleyel               | Canal+   | Vanessa Paradis                      | Manu Payet | 120 BPM                       |
| 44.    | 22. února 2019  | Salle Pleyel               | Canal+   | Kristin Scott Thomas                 | Kad Merad | Střídavá péče                 |
| 45.    | 28. února 2020  | Salle Pleyel               | Canal+   | Sandrine Kiberlainová                | Florence Forestiová | Bídníci                       |
| 46.    | 12. března 2021 | Olympia                    | Canal+   | Roschdy Zem                          | Marina Foïsová | Sbohem, blbci!                |
| 47.    | 25. února 2022  | Olympia                    | Canal+   | Danièle Thompsonová                  | Antoine de Caunes | Ztracené iluze                |
| 48.    | 24. února 2023  | Olympia                    | Canal+   | Tahar Rahim                          | Leïla Bekhti, Jérôme Commandeur, Jamel Debbouze, Emmanuelle Devosová, Léa Druckersová, Eye Haïdara, Alex Lutz, Raphaël Personnaz, Ahmed Sylla                                                                                   | Noc 12.                       |
| 49.    | 23. února 2024  | Olympia                    | Canal+   | Valérie Lemercierová                 | Ariane Ascarideová, Bérénice Bejo, Dali Benssalah, Juliette Binocheová, Dany Boon, Bastien Bouillon, Audrey Diwanová, Ana Girardotová, Diane Krugerová, Benoît Magimel, Paul Mirabel, Nadia Tereszkiewiczová a Jean-Pascal Zadi | Anatomie pádu                 |
| 50.    | 28. února 2025  | Olympia                    | Canal+   | Catherine Deneuve                    | Jean-Pascal Zadi, Emmanuelle Béart, Alice Belaïdiová, Cécile de France, Hafsia Herziová, Bouli Lanners, William Lebghil, Vincent Macaigne, Pio Marmaï, Vimala Ponsová, Raphaël Quenard, Ludivine Sagnier, Justine Triet         | Emilia Pérez                  |

## Césary podle počtu a kategorií
| Aktualizováno po 50. ročníku (2025) |

### Filmy s nejvíce Césary

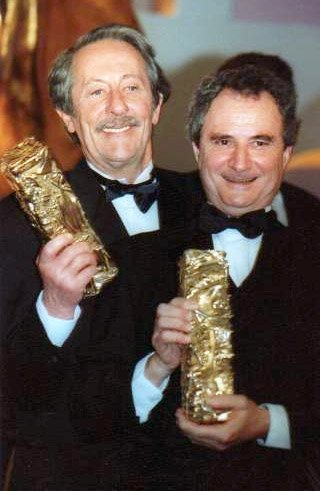
Čestný César pro Jeana Rocheforta a Nejlepší herec ve vedlejší roli Daniel Prévost, 1999

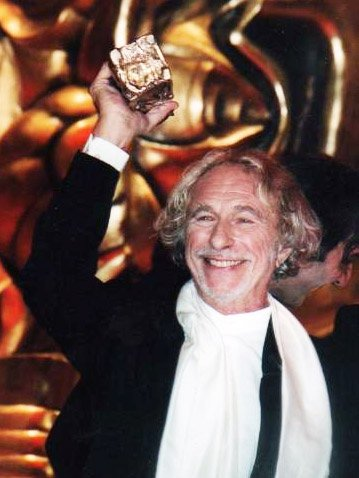
Pierre Richard s Čestným Césarem, 2006

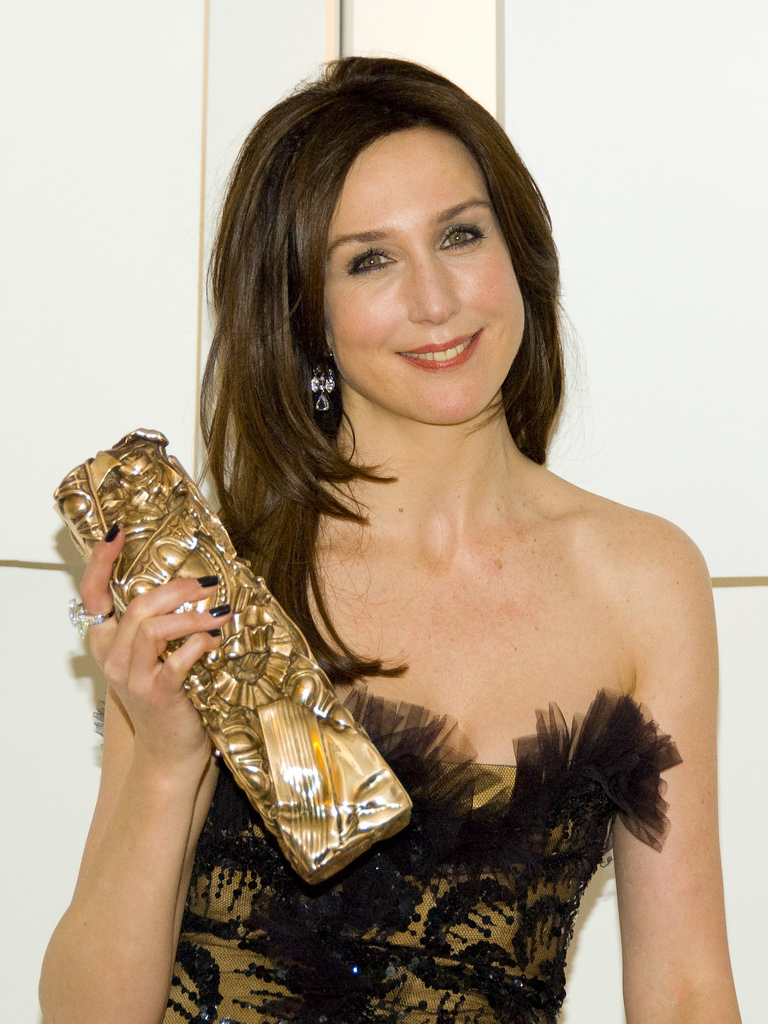
Elsa Zylberstein s Césarem pro nejlepší herečku ve vedlejší roli, 2009

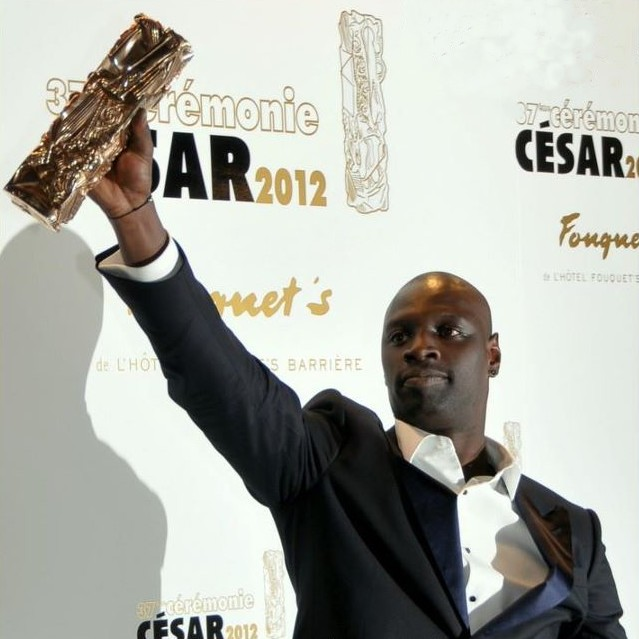
Nejlepší herec Omar Sy, 2012

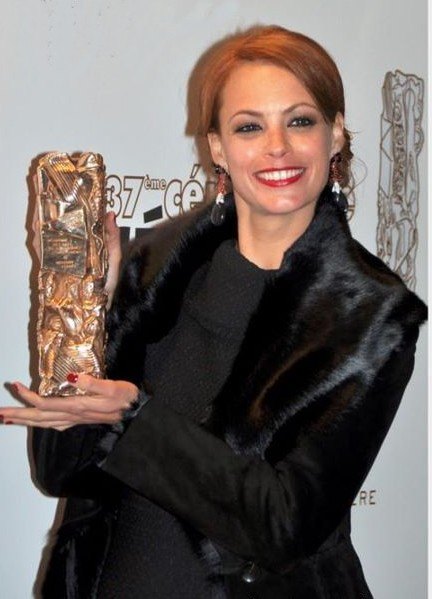
Bérénice Bejo s Césarem pro nejlepší herečku, 2012

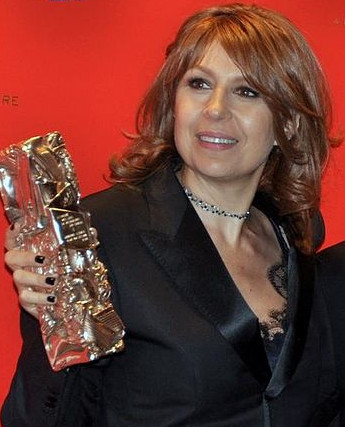
Valérie Benguigui s Césarem pro nejlepší herečku ve vedlejší roli, 2013

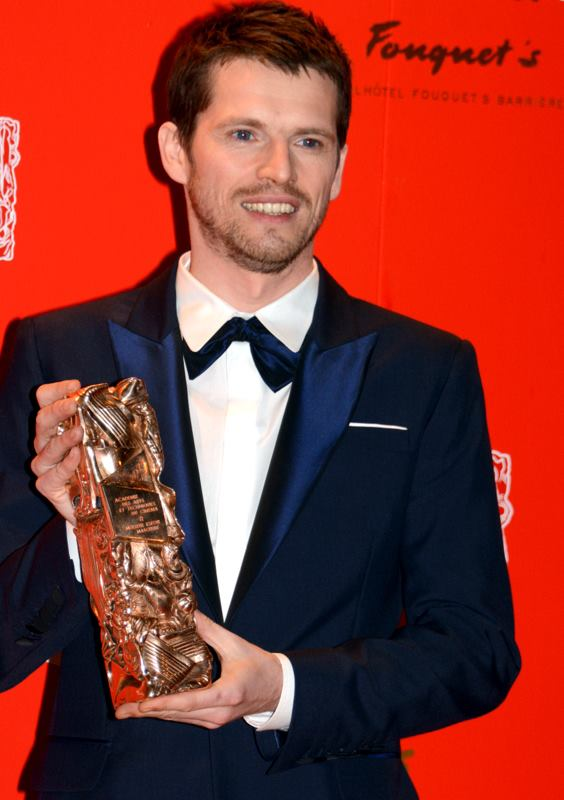
Pierre Deladonchamps, Nejslibnější herec, 2014

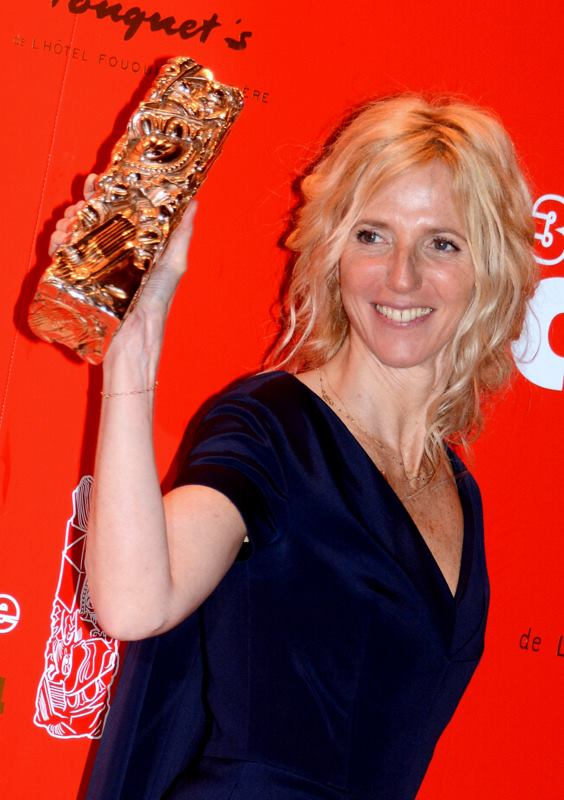
Sandrine Kiberlainová s Césarem pro nejlepší herečku, 2014

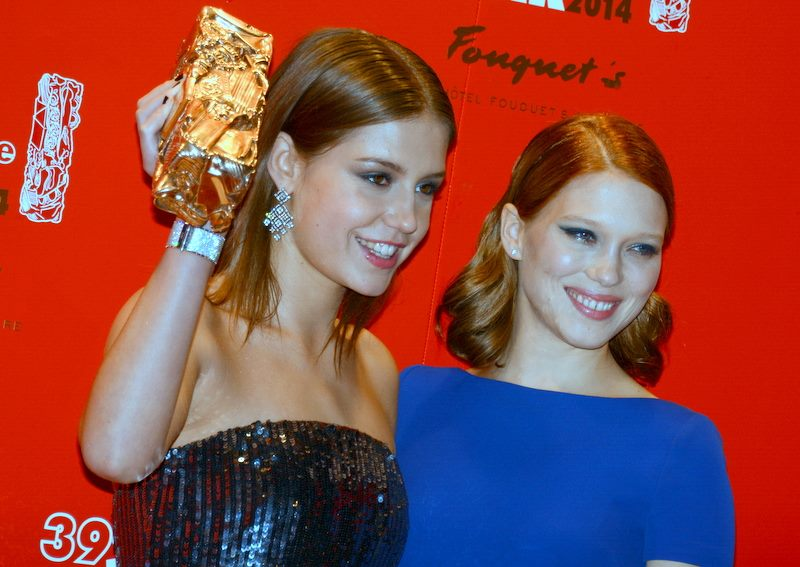
Adèle Exarchopoulos s Césarem pro nejslibnější herečku a Léa Seydouxová nominovaná na nejlepší herečku, 2014

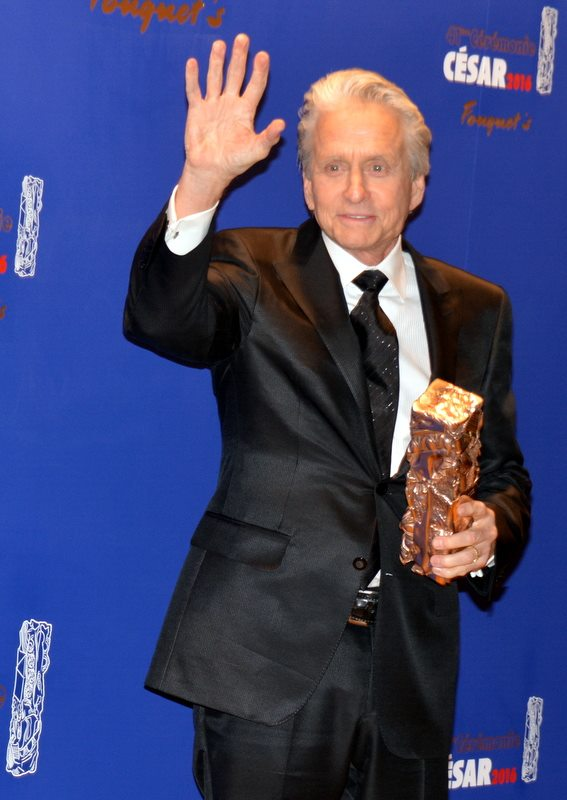
Michael Douglas s druhým Čestným Césarem, 2016

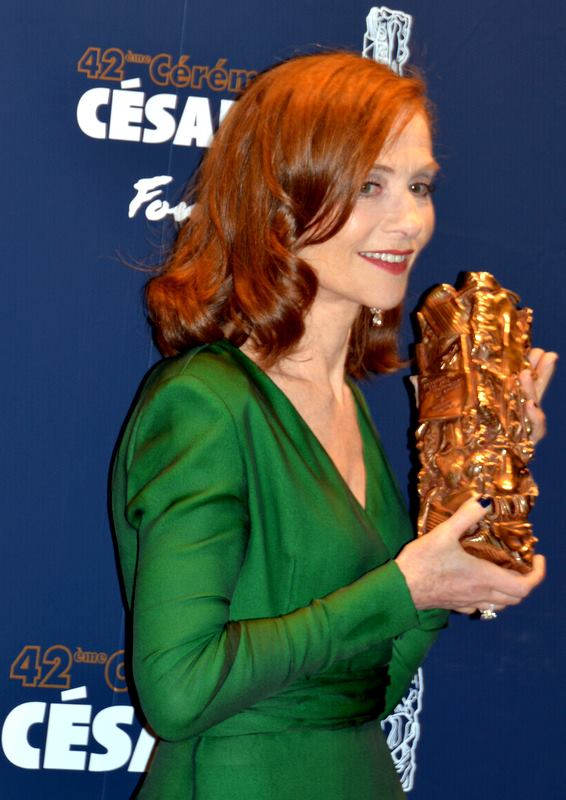
Isabelle Huppertová s druhým Césarem pro nejlepší herečku, 2017

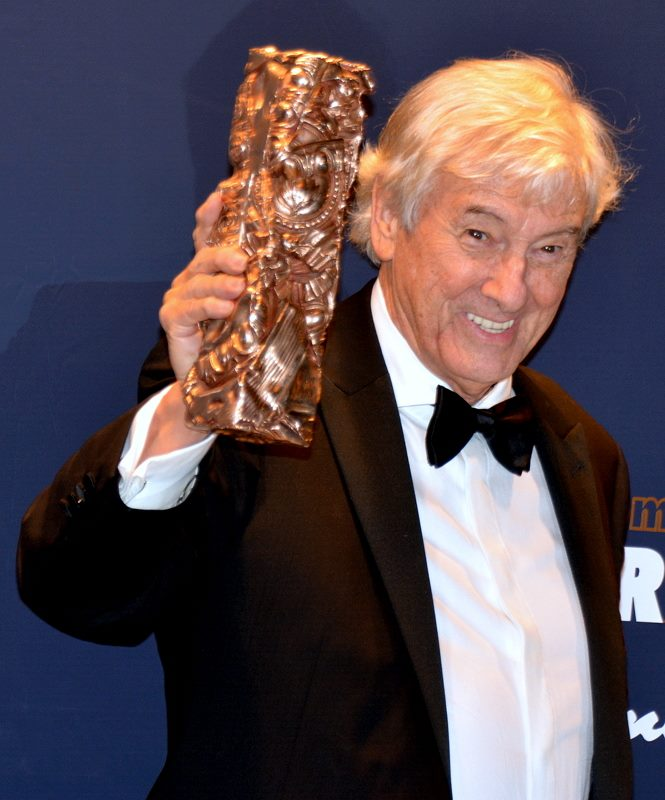
Režisér Paul Verhoeven s Césarem pro nejlepší film, 2017

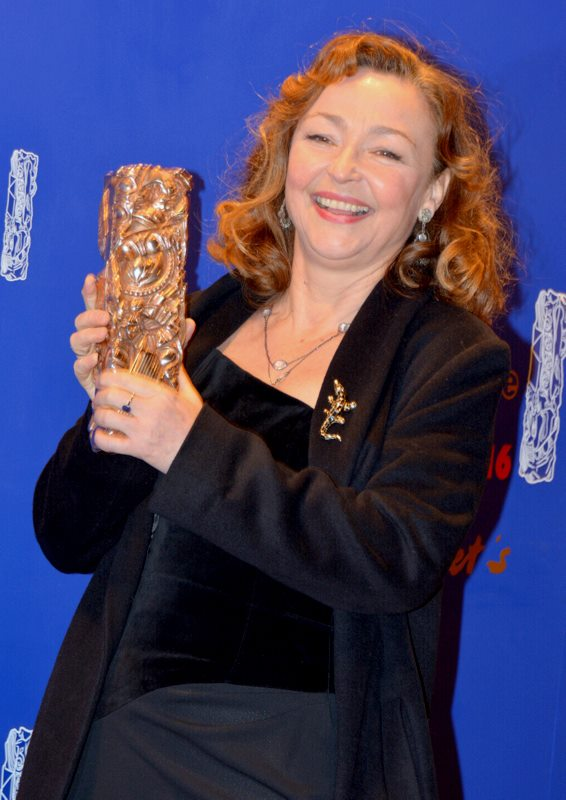
Catherine Frotová s Césarem pro nejlepší herečku, 2016

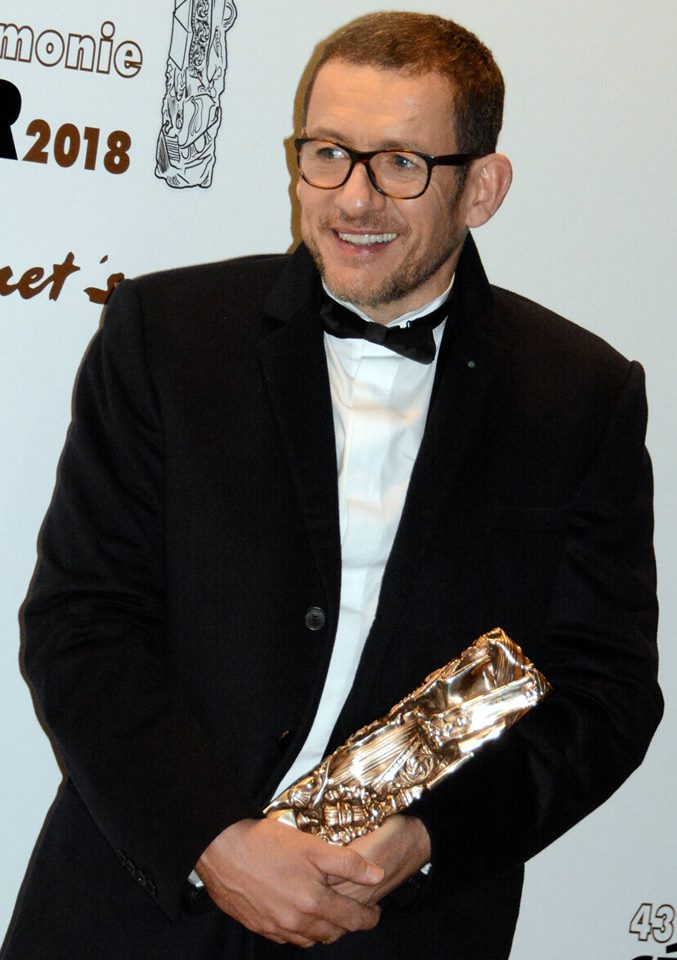
Dany Boon s Césarem publika, 2018

| Césarů | film                          | nominací | rok  |
| ------ | ----------------------------- | -------- | ---- |
| 10     | Cyrano z Bergeracu            | 13       | 1990 |
| 10     | Poslední metro                | 12       | 1980 |
| 9      | Prorok                        | 13       | 2009 |
| 8      | Tlukot mého srdce se zastavil | 10       | 2005 |
| 7      | Ztracené iluze                | 15       | 2022 |
| 7      | Sbohem, blbci!                | 13       | 2021 |
| 7      | Stará známá písnička          | 12       | 1997 |
| 7      | Emilia Pérez                  | 12       | 2025 |
| 7      | Všechna jitra světa           | 11       | 1991 |
| 7      | Pianista                      | 10       | 2002 |
| 7      | Timbuktu                      | 8        | 2015 |
| 7      | Séraphine                     | 9        | 2008 |
| 7      | Prozřetelnost                 | 8        | 1977 |
| 6      | 120 BPM                       | 13       | 2018 |
| 6      | Anatomie pádu                 | 12       | 2024 |
| 6      | Thérèse                       | 10       | 1986 |
| 6      | Umělec                        | 10       | 2012 |
| 6      | Noc 12.                       | 10       | 2023 |
| 5      | Ahoj, tajtrlíku!              | 12       | 1984 |
| 5      | Camille Claudelová            | 12       | 1988 |
| 5      | Královna Margot               | 12       | 1994 |
| 5      | Příliš dlouhé zásnuby         | 12       | 2004 |
| 5      | Na shledanou tam nahoře       | 12       | 2018 |
| 5      | Příliš krásná                 | 11       | 1989 |
| 5      | Můj růžový život              | 11       | 2007 |
| 5      | Annette                       | 11       | 2022 |
| 5      | Láska                         | 10       | 2013 |
| 5      | Kluci a Guillaume, ke stolu!  | 10       | 2014 |

### Filmy s nejvíce nominacemi
| Nominací | film                                      | rok  | Césarů |
| -------- | ----------------------------------------- | ---- | ------ |
| 15       | Ztracené iluze                            | 2022 | 7      |
| 14       | Hrabě Monte Christo                       | 2025 | 2      |
| 14       | Milostné historky                         | 2021 | 1      |
| 13       | Cyrano z Bergeracu                        | 1990 | 10     |
| 13       | Prorok                                    | 2009 | 9      |
| 13       | Sbohem, blbci!                            | 2021 | 7      |
| 13       | 120 BPM                                   | 2018 | 6      |
| 13       | Na shledanou tam nahoře                   | 2018 | 5      |
| 13       | Říše zvířat                               | 2024 | 5      |
| 13       | Amélie z Montmartru                       | 2001 | 4      |
| 13       | Podzemka                                  | 1985 | 3      |
| 13       | Polisse                                   | 2012 | 2      |
| 13       | L'Amour ouf                               | 2025 | 1      |
| 13       | Znovu zamilovaná                          | 2013 | 0      |
| 13       | Léto 85                                   | 2021 | 0      |
| 12       | Poslední metro                            | 1980 | 10     |
| 12       | Stará známá písnička                      | 1997 | 7      |
| 12       | Emilia Pérez                              | 2025 | 7      |
| 12       | Anatomie pádu                             | 2024 | 6      |
| 12       | Ahoj, tajtrlíku!                          | 1984 | 5      |
| 12       | Camille Claudelová                        | 1988 | 5      |
| 12       | Královna Margot                           | 1994 | 5      |
| 12       | Příliš dlouhé zásnuby                     | 2004 | 5      |
| 12       | Nevinné krutosti                          | 1996 | 4      |
| 12       | Bídníci                                   | 2020 | 4      |
| 12       | Žaluji!                                   | 2020 | 3      |
| 12       | Ministr                                   | 2012 | 3      |
| 12       | 8 žen                                     | 2002 | 0      |
| 11       | Všechna jitra světa                       | 1991 | 7      |
| 11       | Příliš krásná                             | 1989 | 5      |
| 11       | Můj růžový život                          | 2007 | 5      |
| 11       | Annette                                   | 2022 | 5      |
| 11       | Marguerite                                | 2016 | 4      |
| 11       | Všichni, kdo mě mají rádi, pojedou vlakem | 1998 | 3      |
| 11       | O bozích a lidech                         | 2010 | 3      |
| 11       | Tenkrát podruhé                           | 2020 | 3      |
| 11       | Nelly a pan Arnaud                        | 1995 | 2      |
| 11       | Elle                                      | 2017 | 2      |
| 11       | Nevinný                                   | 2023 | 2      |
| 11       | Tajemství                                 | 2007 | 1      |
| 11       | À l'origine                               | 2009 | 1      |
| 11       | Frantz                                    | 2017 | 1      |
| 11       | Tři vzpomínky                             | 2016 | 1      |
| 10       | Tlukot mého srdce se zastavil             | 2005 | 8      |
| 10       | Pianista                                  | 2002 | 7      |
| 10       | Thérèse                                   | 1986 | 6      |
| 10       | Umělec                                    | 2012 | 6      |
| 10       | Láska                                     | 2013 | 5      |
| 10       | Kluci a Guillaume, ke stolu!              | 2014 | 5      |
| 10       | Střídavá péče                             | 2019 | 4      |
| 10       | Sbohem, královno                          | 2013 | 3      |
| 10       | Veřejný nepřítel č. 1                     | 2008 | 3      |
| 10       | Je verrai toujours vos visages            | 2024 | 2      |
| 10       | Saint Laurent                             | 2015 | 1      |
| 10       | Utop se, nebo plav                        | 2019 | 1      |
| 10       | Portrét dívky v plamenech                 | 2020 | 1      |
| 10       | Hlas lásky                                | 2022 | 1      |
| 10       | Čistka                                    | 1981 | 0      |
| 10       | Dokud nás svatba nerozdělí                | 2018 | 0      |
| 10       | Welcome                                   | 2009 | 0      |

### Herci (v hlavní roli) s nejvíce nominacemi a Césary
| Nominací | herec                  |
| -------- | ---------------------- |
| 17       | Gérard Depardieu       |
| 14       | Daniel Auteuil         |
| 7        | Michel Serrault        |
| 6        | Jean-Pierre Bacri      |
| 6        | François Cluzet        |
| 6        | Vincent Lindon         |
| 6        | Fabrice Luchini        |
| 5        | Vincent Cassel         |
| 5        | Patrick Dewaere        |
| 5        | Romain Duris           |
| 5        | Philippe Noiret        |
| 4        | Charles Berling        |
| 4        | Michel Blanc           |
| 4        | Jean Dujardin          |
| 4        | Albert Dupontel        |
| 4        | Michel Piccoli         |
| 4        | Jean Rochefort         |
| 4        | Philippe Torreton      |
| 4        | Pierre Niney           |
| 3        | Mathieu Amalric        |
| 3        | Michel Bouquet         |
| 3        | Claude Brasseur        |
| 3        | Alain Chabat           |
| 3        | Alain Delon            |
| 3        | Gérard Jugnot          |
| 3        | Jean-Pierre Marielle   |
| 3        | Jean-Louis Trintignant |
| 3        | Lambert Wilson         |

| Césarů | herec            |
| ------ | ---------------- |
| 3      | Michel Serrault  |
| 2      | Mathieu Amalric  |
| 2      | Daniel Auteuil   |
| 2      | Michel Bouquet   |
| 2      | Gérard Depardieu |
| 2      | Benoît Magimel   |
| 2      | Philippe Noiret  |

### Herečky (v hlavní roli) s nejvíce nominacemi a Césary
| Nominací | herečka                 |
| -------- | ----------------------- |
| 14       | Isabelle Huppertová     |
| 13       | Catherine Deneuve       |
| 11       | Juliette Binocheová     |
| 10       | Miou-Miou               |
| 8        | Isabelle Adjaniová      |
| 7        | Nathalie Baye           |
| 7        | Catherine Frotová       |
| 6        | Fanny Ardant            |
| 6        | Sabine Azéma            |
| 6        | Sandrine Bonnaire       |
| 6        | Virginie Efira          |
| 6        | Sandrine Kiberlainová   |
| 6        | Karin Viardová          |
| 5        | Emmanuelle Béart        |
| 5        | Isabelle Carré          |
| 5        | Marion Cotillard        |
| 5        | Cécile de France        |
| 5        | Charlotte Gainsbourgová |
| 5        | Romy Schneider          |
| 4        | Marina Foïsová          |
| 3        | Anémone                 |
| 3        | Ariane Ascarideová      |
| 3        | Josiane Balasko         |
| 3        | Laure Calamy            |
| 3        | Emmanuelle Devosová     |
| 3        | Nicole Garciaová        |
| 3        | Anouk Grinbergová       |
| 3        | Adèle Haenel            |
| 3        | Charlotte Rampling      |
| 3        | Kristin Scott Thomas    |
| 3        | Léa Seydouxová          |
| 3        | Audrey Tautou           |

| Césarů | herečka             |
| ------ | ------------------- |
| 5      | Isabelle Adjaniová  |
| 2      | Isabelle Huppertová |
| 2      | Catherine Deneuve   |
| 2      | Nathalie Baye       |
| 2      | Sabine Azéma        |
| 2      | Romy Schneider      |
| 2      | Yolande Moreau      |

### Režiséři s nejvíce nominacemi a Césary
| Nominací | režisér                         |
| -------- | ------------------------------- |
| 8        | Alain Resnais                   |
| 8        | Jacques Audiard                 |
| 7        | Claude Miller                   |
| 7        | Bertrand Tavernier              |
| 7        | André Téchiné                   |
| 6        | Luc Besson                      |
| 6        | François Ozon                   |
| 5        | Bertrand Blier                  |
| 5        | Arnaud Desplechin               |
| 5        | Patrice Leconte                 |
| 5        | Roman Polański                  |
| 4        | Claude Berri                    |
| 4        | Michel Deville                  |
| 4        | Jean-Paul Rappeneau             |
| 4        | Claude Sautet                   |
| 3        | Alain Corneau                   |
| 3        | Albert Dupontel                 |
| 3        | Nicole Garciaová                |
| 3        | Xavier Giannoli                 |
| 3        | Patrice Chéreau                 |
| 3        | Abdellatif Kechiche             |
| 3        | Cédric Klapisch                 |
| 3        | Maïwenn                         |
| 3        | Maurice Pialat                  |
| 3        | Eric Toledano a Olivier Nakache |
| 3        | François Truffaut               |

| Césarů | režisér             |
| ------ | ------------------- |
| 5      | Roman Polański      |
| 4      | Jacques Audiard     |
| 2      | Alain Resnais       |
| 2      | Bertrand Tavernier  |
| 2      | Jean-Jacques Annaud |
| 2      | Claude Sautet       |
| 2      | Abdellatif Kechiche |
| 2      | Albert Dupontel     |
| 2      | Dominik Moll        |

### Hudební skladatelé s nejvíce nominacemi a Césary
| Nominací | hudební skladatel |
| -------- | ----------------- |
| 12       | Alexandre Desplat |
| 11       | Philippe Sarde    |
| 8        | Gabriel Yared     |
| 7        | Bruno Coulais     |
| 7        | Georges Delerue   |
| 6        | Vladimir Cosma    |
| 6        | Éric Serra        |
| 5        | Antoine Duhamel   |
| 5        | Serge Gainsbourg  |
| 5        | Grégoire Hetzel   |
| 5        | Francis Lai       |
| 5        | Zbigniew Preisner |
| 4        | Armand Amar       |
| 4        | Tony Gatlif       |
| 4        | Jean-Claude Petit |
| 4        | Michel Portal     |
| 3        | Alex Beaupain     |
| 3        | Matthieu Chedid   |
| 3        | Michel Legrand    |
| 3        | Ennio Morricone   |
| 3        | Philippe Rombi    |

| Césarů | hudební skladatel |
| ------ | ----------------- |
| 3      | Bruno Coulais     |
| 3      | Georges Delerue   |
| 3      | Alexandre Desplat |
| 3      | Michel Portal     |
| 2      | Vladimir Cosma    |
| 2      | Tony Gatlif       |
| 2      | Zbigniew Preisner |

### Vítězové „velké pětky“
Vítězné filmy, které obdržely Césara ve všech pěti nejprestižnějších kategoriích.
- 1980: Poslední metro
  - nejlepší film: Poslední metro
  - nejlepší režisér: François Truffaut
  - nejlepší herec: Gérard Depardieu
  - nejlepší herečka: Catherine Deneuve
  - nejlepší scénář: Suzanne Schiffman a François Truffaut

- 2013: Láska
  - nejlepší film: Láska
  - nejlepší režisér: Michael Haneke
  - nejlepší herec: Jean-Louis Trintignant
  - nejlepší herečka: Emmanuelle Riva
  - nejlepší scénář: Michael Haneke